# Effet baromètre inverse
L'effet baromètre inverse est la variation locale et à court terme du niveau de la mer due à la variation de la pression atmosphérique.
Le phénomène se manifeste par un creusement de la surface de la mer sous un anticyclone (surpression), et, à l'inverse, une surface bombée sous une dépression. La différence de hauteur de la colonne d'eau équilibre les variations de pressions : 
{\displaystyle \Delta _{nm}=-{\frac {P_{a}-{\overline {P_{a}}}}{g\rho }}}
Où :
- {\displaystyle \Delta _{nm}} est la variation locale du niveau locale du niveau de la mer due à cet effet par rapport à la moyenne sur la surface considérée.
- {\displaystyle P_{a}} est la pression atmosphérique.
- {\displaystyle {\overline {P_{a}}}} est la valeur moyenne de la pression atmosphérique sur l'ensemble de la surface considérée.
- {\displaystyle g} est l'accélération de la gravité.
- {\displaystyle \rho } est la masse volumique de l'océan.

Ainsi, la sensibilité du niveau de la mer à la pression atmosphérique est très proche de 1 cm par millibar. Cette source de variabilité doit être prise en compte dans interprétation des mesures altimétriques pour mesurer l'évolution du niveau de la mer.